# 레나 마이어란드루트
레나 요하나 테레제 마이어란트루트(독일어: Lena Johanna Therese Meyer-Landrut, 1991년 5월 23일 ~ )는 독일의 가수이다. 그녀의 예명인 레나(Lena)로 더 잘 알려져있다. 그녀는 노르웨이, 오슬로에서 열린 유로비전 송 콘테스트 2010에서 "Satellite"라는 곡으로 독일을 대표하고 우승을 차지했으며, 독일 싱글 차트에서 자신의 곡 3개를 모두 탑 5에서 데뷔시키는 기록을 세웠다. 곡 "Satellite"과 그녀의 데뷔 앨범인 My Casette Player는 독일 차트에서 1위로 데뷔하였고, 50만장을 팔며 독일에서 골드를 5번 인증, 플래티넘을 2번 인증받았다. 2011년에는 유로비전 송 콘테스트 2011에서 "Taken By a Stranger"라는 곡으로 독일을 대표했다.

## 어린 시절과 대중의 시각
레나 마이어 란드루트는 독일, 하노버에서 태어났다. 그녀는 독일의 모스크바 대사였던 에스토니아계 독일인인 안드레아스 마이어란드루트와 헝가리 왕족이었던 카라초니 본 호도스의 손녀이다. 5살 때 춤 교습을 시작했다. 발레 뿐만 아니라 힙합, 재즈와 같은 춤 종류도 연습을 시작했다. 그녀는 수차례 독일 방송에 나오곤 했지만, 한 번도 전문 보컬 강습을 받아본 적이 없다고 한다. 2010년 6월에는 하노버의 종합 고등학교를 수석으로 졸업했다. 그녀는 대중 매체에서도 털털한 모습과 자유로운 모습을 보인다.

## 음반 목록

### 정규 앨범
- My Cassette Player (2010)
- Good News (2011)
- Stardust (2012)
- Crystal Sky (2015)
- Only Love, L  (2019)